# أم القناطر
أم القناطر هو موقع أثري في هضبة الجولان، ترجع فترة تاريخه الرئيسية إلى منتصف القرن الخامس - الثامن. كشفت التنقيبات عن مستوطنة من العصر الروماني، التي سكنها الوثنيون أولاً، ومن ثم يهود بعد ذلك، الذين تركوا وراءهم أطلال وأنقاض كنيس جميل البنية بعدما أن تركوا المدينة وهجروها، وكان ذلك بعد أن دمرها زلزال الجليل 749 الكارثي. يقع الموقع على بعد 10 كيلومترات شرق صدع البحر الميت، بعد كيلومتر واحد جنوب غرب مستوطنة ناطور.
أدت محاولات تحديد هوية الموقع، بناءا على مصادر يهودية، إلى إسمين قديمين محتملين: كانتور، وهو اسم ذكره ذكره الحاخام مناحيم دي لوزانو في كتابه الذي يدعى المعريخ (القرن السادس عشر / أوائل القرن السابع عشر)؛ والاسم الثاني هو قامتره، وهو اسم مكان مذكور في التلمود وذو ماضي يهودي يعود إلى العصر البيزنطي. 

## علم أصول الكلمات

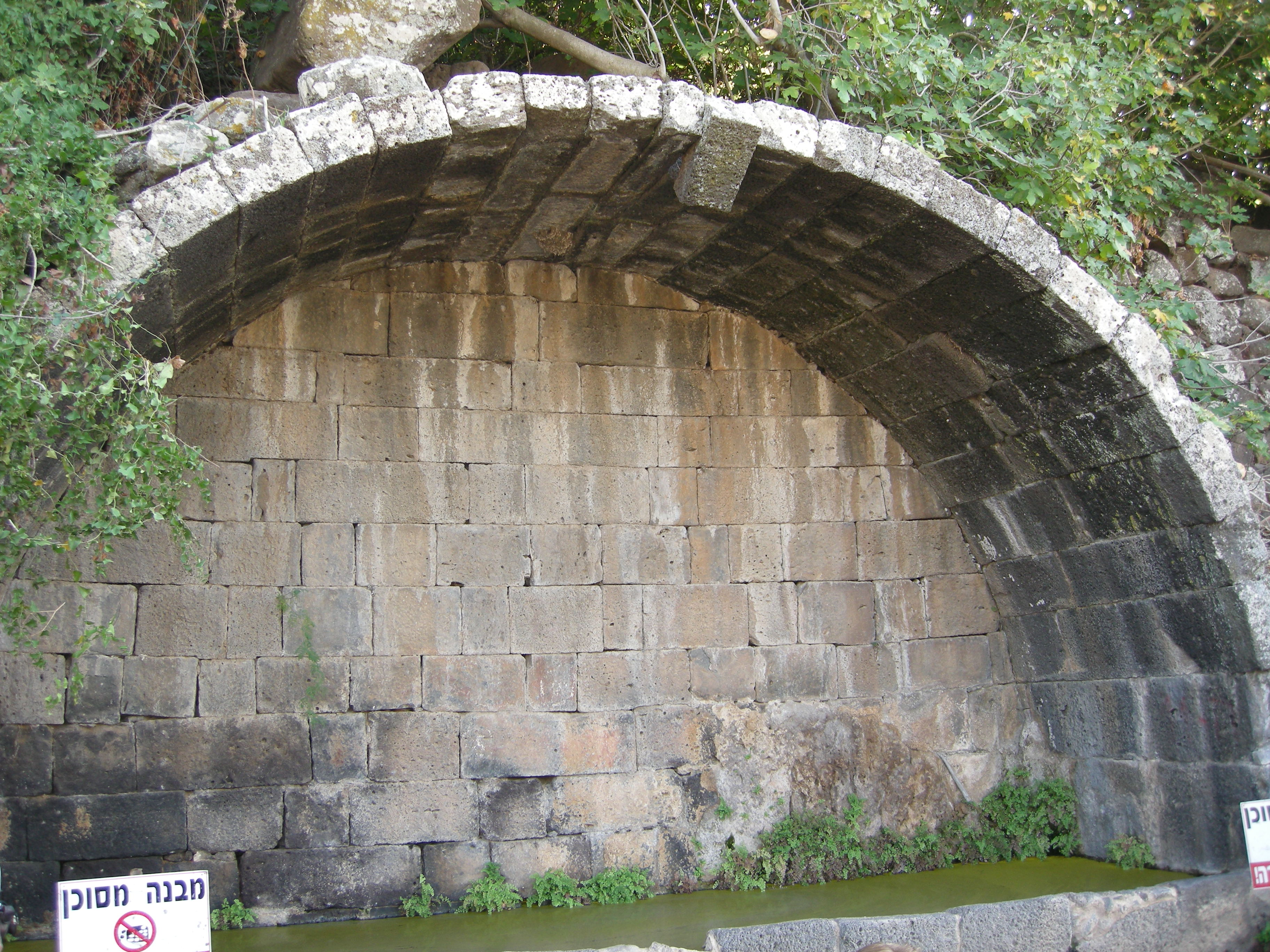
قوس البازلت فوق نبع المياه

اسم الموقع مستمد من موقعه الذي يقع على بعد 200 متر من نبع مياه طبيعي، الذي يتدفق من الجرف إلى ثلاثة أحواض التي كان يعلوها أقواس مصنوعة من حجارة البازلت الضخمة، أحد هذه الأقواس يقف حتى الآن ببنية سليمة.
بدأت بعض السلطات الإسرائيلية في استخدام الاسم العبري الجديد عين كشاطوت («معنى الاسم بالعربية: نبع الأقواس»)، كما هو موضح في طوابع البريد الرسمية. يتم الإعلان عن الموقع أيضًا باسم Rehavam's Arches (معنى الاسم بالعربية: أقواس رحبعام)، تيما باسم وزير السياحة الإسرائيلي السابق، رحبعام زئيفي.

## التاريخ

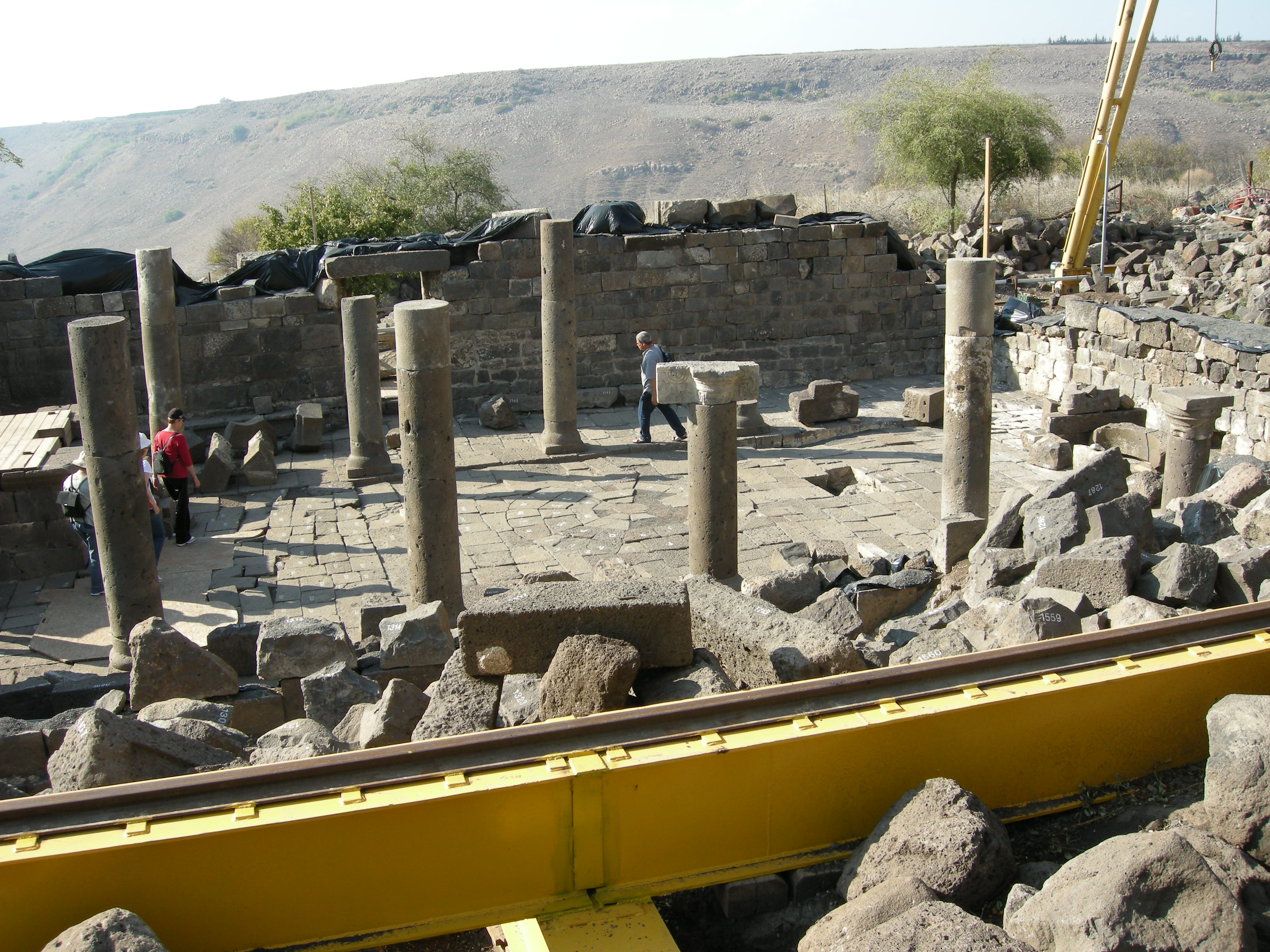
الأعمال الجارية لإعادة ترميم وبناء كنيس أم القناطر (نوفمبر 2008)

يعتقد أن الموقع كان بلدة رومانية التي كان أفرادها يتبعون الوثنية، وكانوا يكرمون ويقدسون نبع المياه القريب من بلدتهم. بدأ اليهود بالاستقرار في المنطقة المجاورة في عام 23 قبل الميلاد. أسس السكان اليهود الأوائل في أم القناطر صناعة الكتان هناك، وقد استخدموا الماء لغسل وتبييض الكتان الذي نسجوا منه القماش الناعم لصناعة الألبسة. تم بيع المنسوجات للمقيمين الأغنياء في بلدتي الحصن وبيت صيدا المجاورتين.  ربما قام القرويون في الزراعة المختلطة، وقاموا بتربية الأغنام والزيتون، على الرغم من أنه لم يتم العثور على مدرجات زراعية.
يبدو أنه في وقت ما في القرن الخامس، قام السكان اليهود ببناء كنيس كبير، وقد قاموا بتزيينه خلال القرن السادس.  يبلغ طول المبنى 18 متر (59 قدم) وعرضه هو 13 متر (43 قدم) وتم تقدير علوه على أنه 12 متر (39 قدم) ، مما يجعله واحدًا من أكبر المعابد اليهودية القديمة التي تم إكتشافها بالمنطقة (تم إكتشاف 25 معبدًا يهوديًا قديمًا على الأقل في هذه الكنطقة). تدمر الكنيس في زلزال الجليل عام 749 ، وعندها، غادر السكان اليهود المستوطنة التي تحطمت جراء الزلزال.
استمر الرعاة السوريون المحليون في إستقطان أنقاض أم القناطر في سنوات الخمسينيات من القرن الماضي، حيث أعادوا استخدام الأحجار المنحوتة.  أدرج في التعداد السوري لعام 1960 أنه تواجدت مزرعة في المنطقة، وكان عدد سكانها أنذاك يبلغ 90 نسمة.
تم توثيق وجود كنيس في الموقع لأول مرة في عام 1884، من قبل لورنس أوليفانت وغوتليب شوماخر. وسط جدران مدمرة وكتل كبيرة من الحجارة، اكتشف أوليفانت نحتًا حجريًا لنسر، وشظية من إفريز، وقطعة بلاط مثلثة الشكل وكبيرة الحجم التي يعتقد أنها وضعت على أسكفية (عتبة) المدخل الرئيسي وشظايا عواصم كورنثية. النسر، وهو شكل متكرر ومعروف في الفن اليهودي القديم، وخاصة في مناطق الجولان والجليل، يمكن رؤيته على عمود مزدوج في وعلى الجملون (الجزء الأعلى من مثلث الزوايا) الأمامي للكنيس وربما قد أحضر هذا التصميم من نفس ورشة العمل قاعدة ضريح ابناء قاعدة تابوتاة المزخرفة في عين سمسم، وهو موقع آخر في هضبة الجولان.  

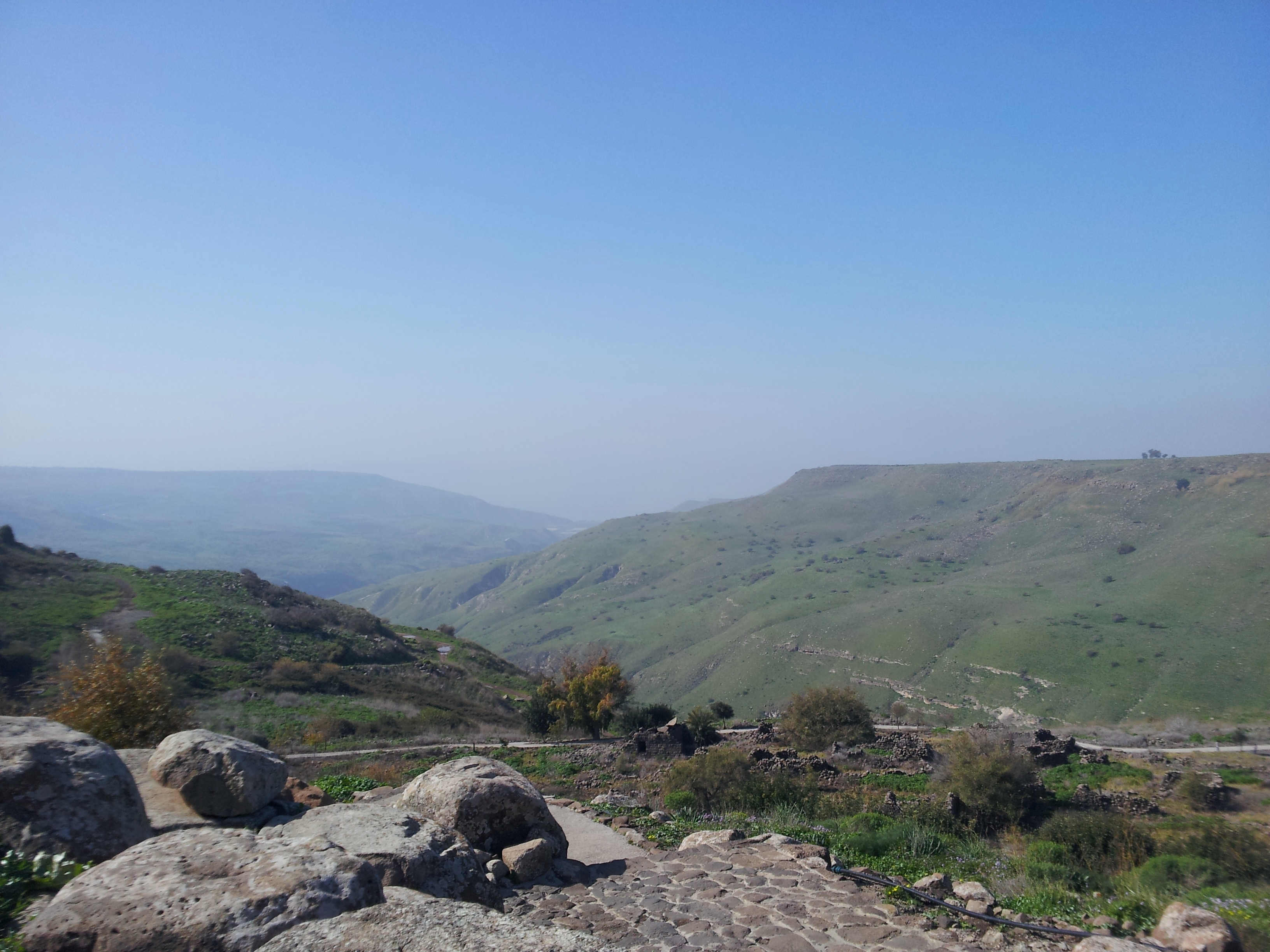
منظر من أم القناطر باتجاه الجنوب الغربي.

أدى الزلزال الكارثي، زلزال الجليل 749 إلى إنهاء إستيطان المستوطنة. 

## أعمال إعادة البناء
إعادة ترميم بناء الكنيس جارية الآن، تحت إشراف يوشع دراي وحاييم بن-دايفد من أكاديمية كنيرت وجامعة بار إيلان.  يستخدم في المشروع، الذي تم إفتتاحه وبدء العمل به في عام 2003، تكنولوجيا كمبيوتر خاصة وعالية التقنية لتشفير الأحجار وتسجيلها رقميًا. يتم بعد ذلك تعليم الحجارة (أحجار البناء) بشرائح تحديد الهوية بموجات الراديو، وبالتالي تقوم رافعة خاصة برفع الحجارة وتركيبها في التسلسل الصحيح. بمساعدة هذه التكنولوجيا، يعتقد علماء الآثار أن الكنيس قد يتم ترميمه وإعادة بناءه بدقة كبيرة.